# Svatobořické děti

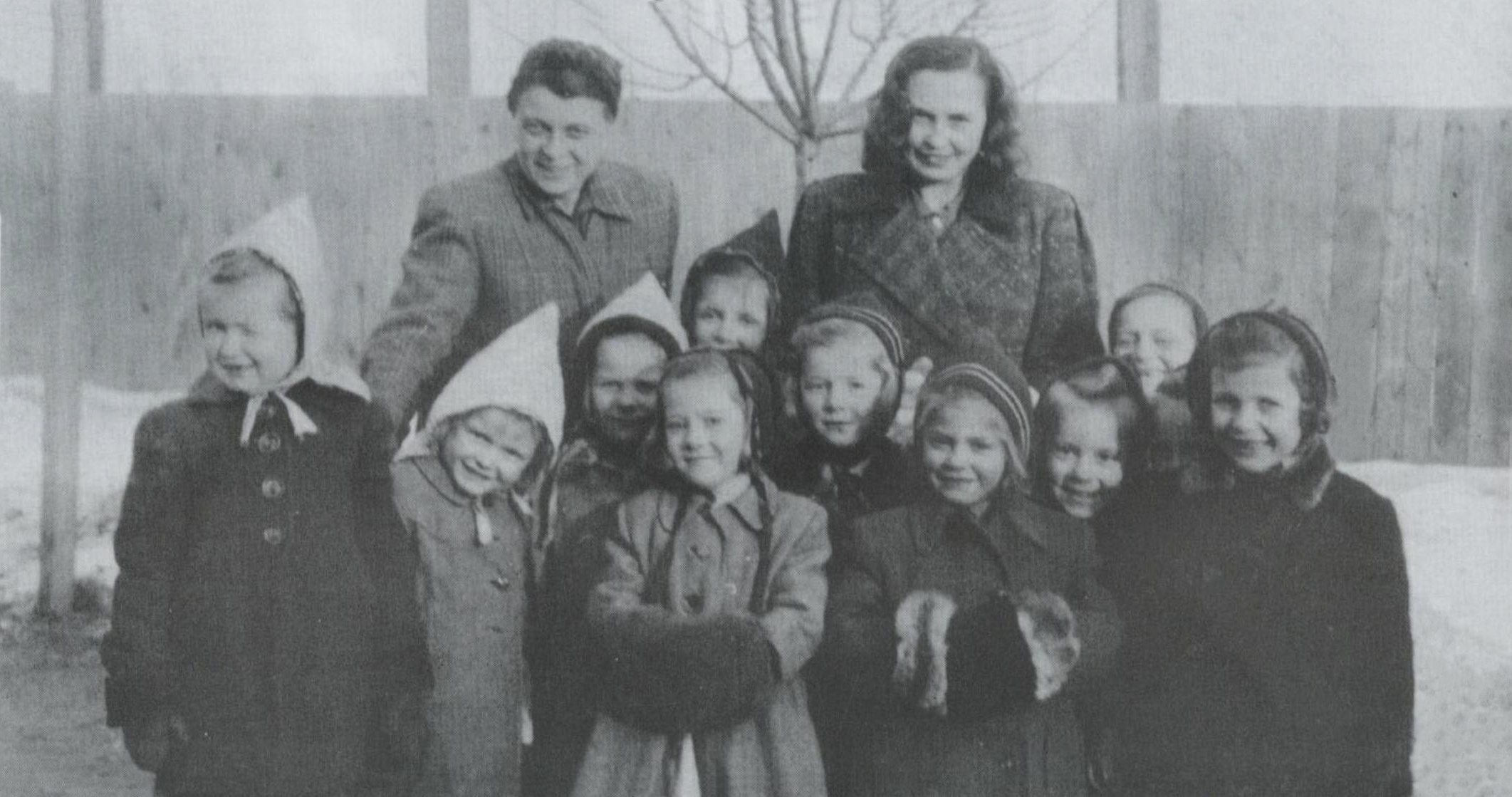
Část dětí vězněných v internačním táboře ve Svatobořicích u Kyjova na jižní Moravě se svými vychovatelkami

Svatobořické děti jsou přímí potomci rodičů popravených za heydrichiády. Tyto děti byly až do dubna 1945 vězněny ve Svatobořicích u Kyjova v internačním táboře Svatobořice.

## Historie

### Zámeček Jenerálka
Děti rodičů postupně zatýkaných německou státní policií za podíl na útoku na Reinharda Heydricha a pomoc parašutistům z operačních skupin Anthropoid, Silver A, Out Distance a Intransitive byly od konce srpna 1942 do konce listopadu 1942 přiváženy do kojeneckého oddělení Sociálního ústavu hlavního města Prahy v Krči a do zámečku Jenerálka v šáreckém údolí u Nebušic. (Tento zámeček nacházející se v blízkosti Divoké Šárky sloužil před druhou světovou válkou jako domov vysloužilých legionářů.) V zámečku na Jenerálce bylo postupně internováno 46 dětí ve věkovém rozpětí od dvou do šestnácti let. Děti zde žily pod přísným dohledem a netušily, zda se ještě někdy sejdou se svými rodiči a jaký je jejich osud. (Jejich rodiče byli nakonec popraveni v koncentračním táboře Mauthausen v termínech: 24. října 1942, 26. ledna 1943 a 3. února 1944.) O ty nejmenší se staraly starší děti. Každá starší dívka dostala na starost jedno menší dítě. Péčí o děti internované na Jenerálce byla pověřena německá zdravotní sestra Karolina Galla z Horšovského Týna. Jí ku pomoci porůznu pomáhaly střídající se české pomocnice. Strážní službu na Jenerálce drželi čeští protektorátní policisté. Děti se nesměly oslovovat příjmeními, museli používat jen křestní jména (a v případě shody křestních jmen sloužila k rozlišení dětí přídavná jména: malá, dlouhý, apod.

### Příjezd do Svatobořic
Dne 13. dubna 1944 (některé prameny uvádějí 14. dubna 1944) přijely do internačního tábora ve Svatobořicích u Kyjova na jižní Moravě dva autobusy, které přivezly celkem 46 dětí z pražské Jenerálky. Svatobořický tábor byl původně určen pouze pro muže a ženy ve věkovém rozpětí 17 až 70 let. (Jednalo se o rodinné příslušníky a příbuzné osob, které odešly bojovat proti nacistům do zahraničí.) V průběhu června 1944 až ledna 1945 se do internačního tábora dostalo dalších 6 dětí, takže jejich celkový počet (k 6. lednu 1945) činil 52. Všechny děti byly nastěhovány do táborového baráku číslo 25 (v mužské čísti lágru), který původně sloužil jako infekční nemocnice, ale po nastěhování dětí se neoficiálně nazýval „dětská ubikace“ (německy „Kinderheim“). Kinderheim byl přízemní lágrový barák poloviční délky s přístupem po betonových schůdcích opatřených dřevěným zábradlím. Po vstupu do malé předsíňky bylo možno pokračovat vlevo nebo vpravo do velkých obytných místností. Ty disponovaly vlastním záchodem a koupelnou. Uvnitř Kinderheimu se nacházely ještě dvě menší místnosti (původně sloužily pro lékaře a ošetřovatele).

Internační tábor ve Svatobořicích a vězněné děti
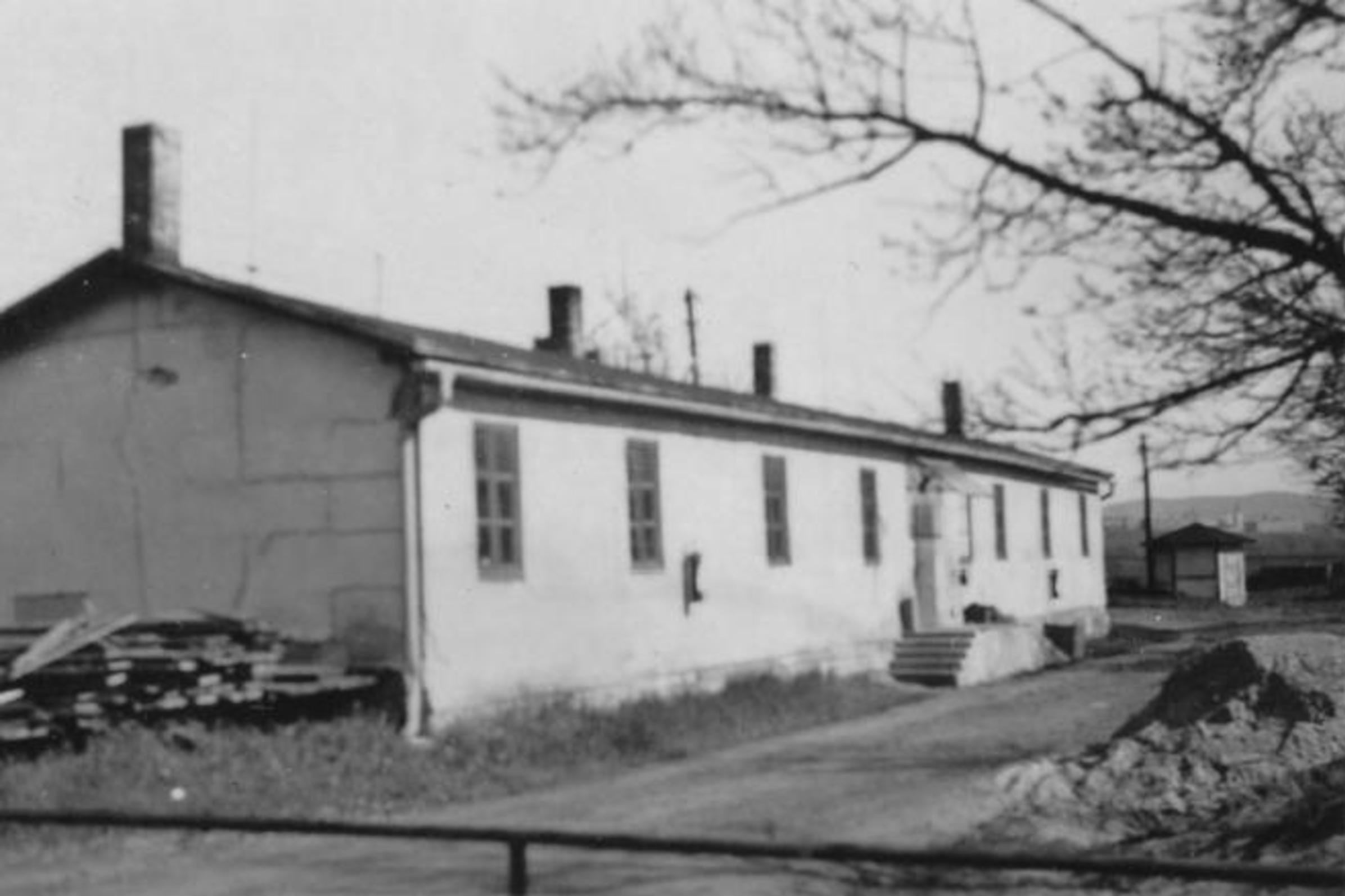
Barák číslo 25 tzv. „Kinderheim“
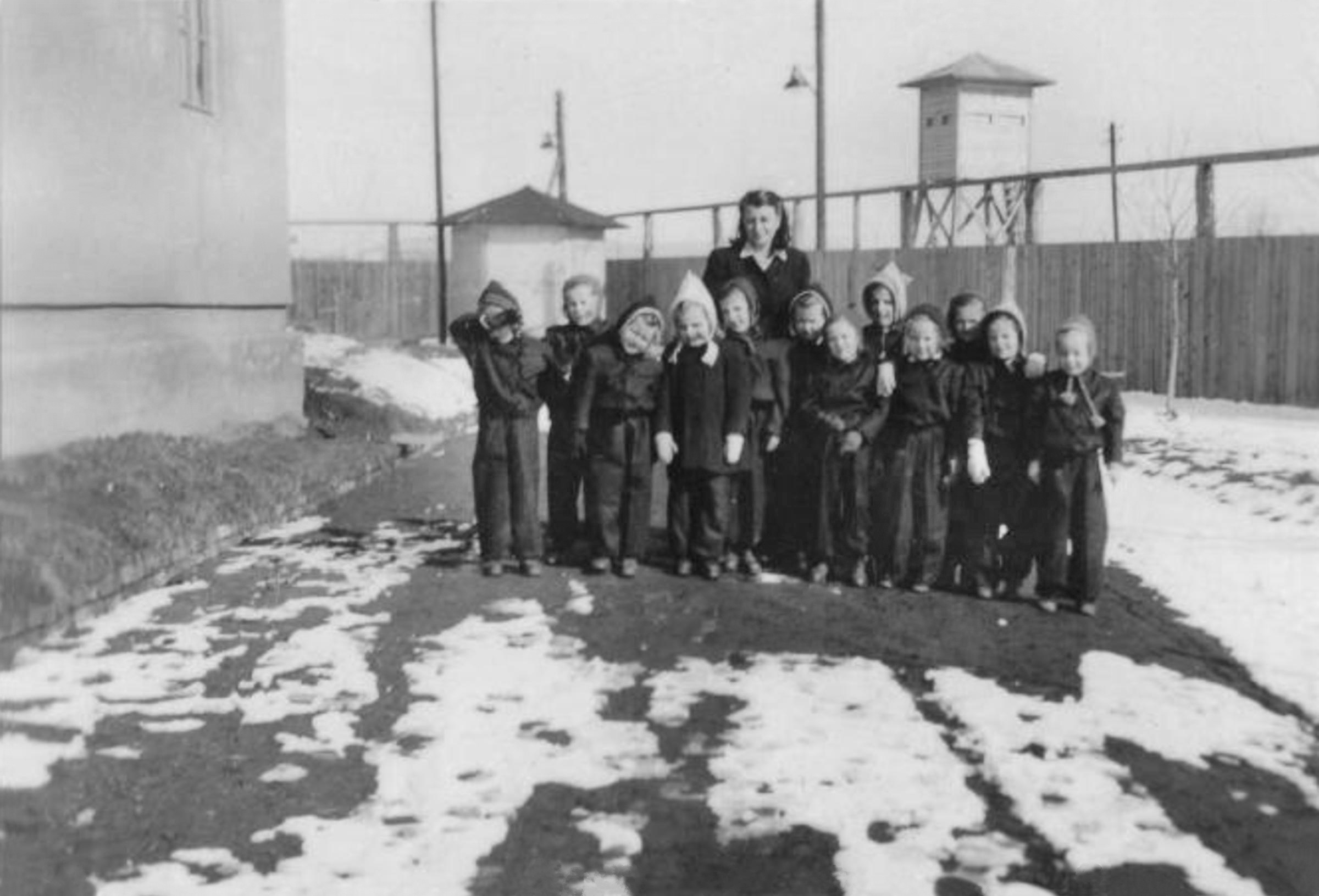
S vychovatelkou profesorkou Mílou Markovou, která své svěřenkyně tajně vzdělávala
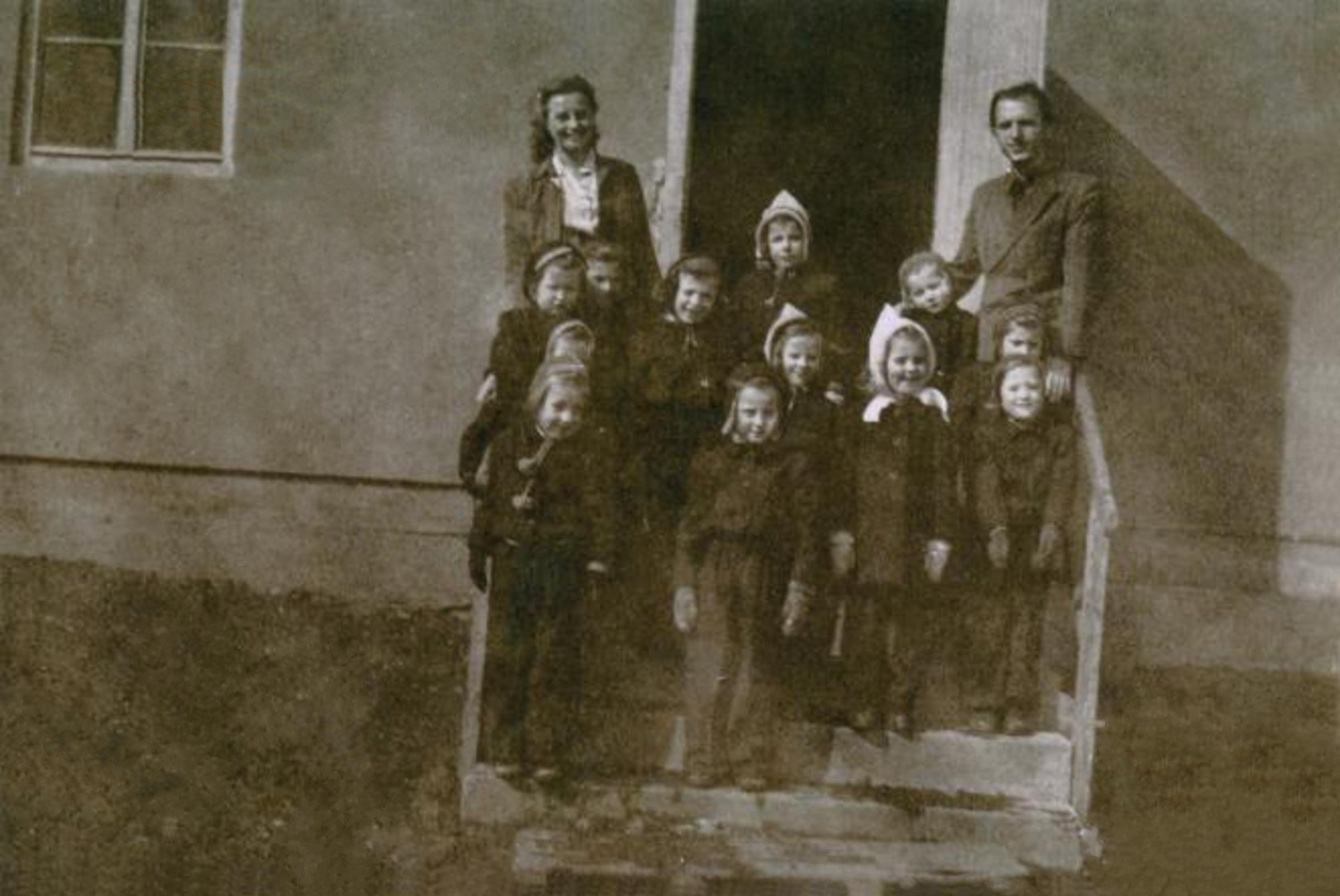
S vychovatelkou a vychovatelem (rok 1944)

### Pobyt v táboře

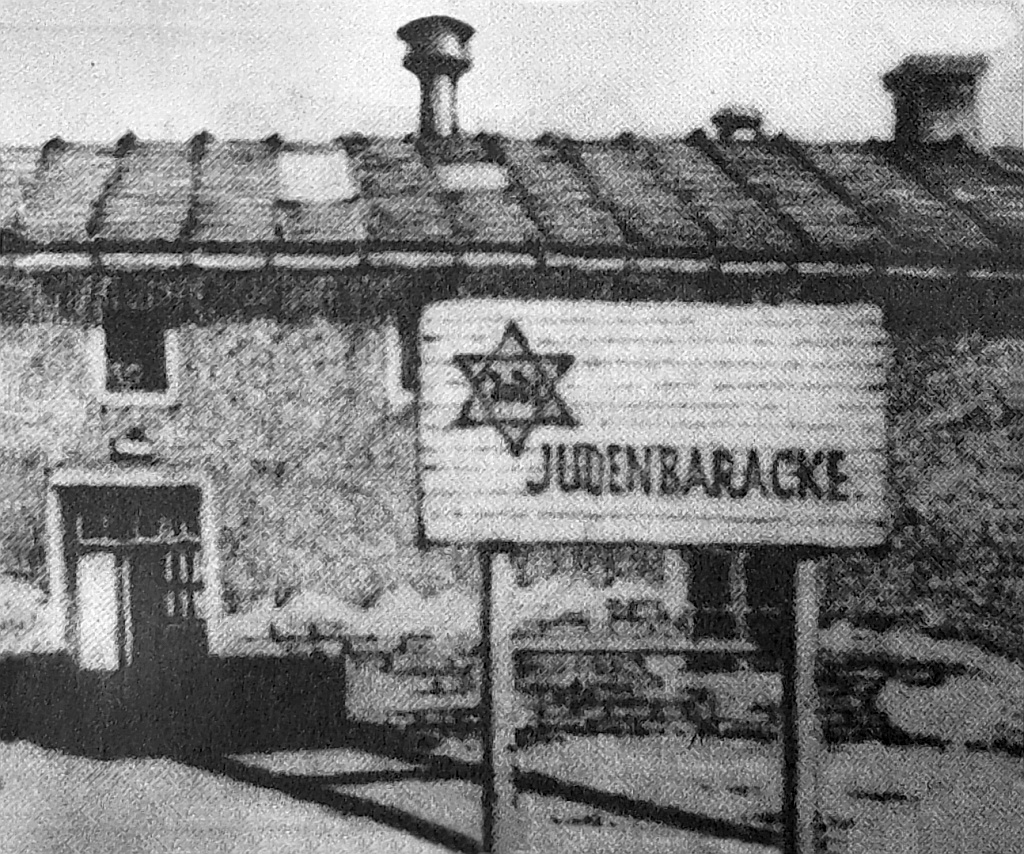
Internační tábor ve Svatobořicích – označení prostoru pro ubikace Židů

Opatrovníkem chlapců a velitelem Kinderheimu byl určen profesor Zdeněk Louda, zatímco dívky měla na starosti profesorka Míla Marková z Prahy. Dospělí internovaní byli k dětem příznivě nakloněni a to včetně velitele celého internačního tábora nadporučíka Jana Schustera, který děti denně navštěvoval, rozmlouval s nimi a dokonce jim občas vyprávěl pohádky. Na jeho příkaz táboroví truhláři strhli tabuli označující židovský „barák“ a na takto uvolněné místo (mezi dva do země zapuštěné trámy) nechal pověsit dětskou houpačku. A byl to také Schuster, kdo souhlasil, aby se prostor před Kinderheimem upravil na dětské hřiště. Dětem se také snažili dle možností pomáhat i obyvatelé Svatobořic a Mistřína například tím, že ve vesnicích organizovali tajné pomocné sbírky. Jejich výsledek předával do tábora prostřednictvím internovaného duchovního místní farář Sigmund.

### Vzdělávání dětí v táboře
Zpočátku nebyly internované děti nikterak vychovávány ani vzdělávány. Brněnské gestapo zmařilo první pokusy o svolení s výukou dětí tím, že z velení Kinderheimu byl odvolán profesor Zdeněk Louda. Na výchově dětí se tedy nadále podílela profesorka Míla Marková, paní Julie Šperlová a paní Vlasta Mikulášková. Nakonec se ale výuka dětí mladších 14 let odbývala v utajení. (Lavice a pomůcky byly dodány ze školy ve Svatobořicích.) Děti starší 14 let se vyučování neúčastnily neboť musely nastoupit do „Waffenverke“, což byla táborová odbočka zbrojovky v Bojkovicích, kde se vyráběly ruční granáty.
Postupem doby brněnské gestapo povolilo (od 4. prosince 1944) výuku třech předmětů: němčiny, češtiny a počtů. Paní učitelka Vlasta Mikulášková zahajovala výuku pro chlapce ve věku 9 až 12 let v 8 hodin ráno. V 10 hodin dopoledne začínala výuka chlapců a dívek ve věku 6 až 8 let. Úderem dvanácté hodiny končilo dopolední vyučování, následoval oběd a popolední odpočinek. Odpolední výuka (dívek ve věku 8 až 13 let) začínala  v 13:30 a končila v 15:30. Kromě výuky dostávaly děti i domácí úkoly. V dubnu 1944 došlo k rasantní změně výuky: hlavním předmětem byla sebeobrana, ochrana před střelbou a střepinami; procvičovaly se znalosti kam uprchnout a jak se ukrýt v případě nebezpečí nebo jak poskytnout lékařskou první pomoc zraněnému.

### Závěr války
Ve čtvrtek 12. dubna 1945 byly „Svatobořické děti“ evakuovány na pár dní do hospodářské školy v Kyjově, odtud byly 16. dubna 1945 deportovány do „pracovně-výchovného“ tábora v Plané nad Lužnicí. Z obavy, aby je Němci na poslední chvíli nepovraždili, ukryli je místní lidé v hostinci v 6 km vzdáleném Turovci. Po pár dnech se vrátily zpět do Plané nad Lužnicí, kde se dočkaly konce války.
Speciálním vagonem přijely děti dne 12. května 1945 na Wilsonovo nádraží v Praze. Teprve pak se postupně začaly dozvídat, že jejich rodiče byli v rámci hromadných poprav zavražděni v Mauthausenu ve dnech 24. října 1942, 26. ledna 1943 a 3. února 1944.